# Vicente González Sosa
Vicente González Sosa (Agaete, 17 de setembre de 1941) fou un futbolista espanyol de la dècada de 1960.

## Trajectòria
Comença a destacar en categories inferiors als clubs Agaete i Arucas i el 1969 fou contractat per la UD Las Palmas. L'any 1960 esdevingué el primer futbolista canari internacional juvenil. La temporada 1961-62 s'incorpora al FC Barcelona. Hi romangué durant cinc temporades, essent la millor la temporada 1963-64, en la qual jugà 20 partits de lliga fins a lesionar-se greument. La temporada següent jugà al filial, el Comtal. L'any 1966 fitxà pel Granada CF, i un any més tard fou traspassat al Peñarol uruguaià, però problemes federatius van provocar que retornés al Granada, on jugà fins 1973. Es casà amb una mexicana, fixant la seva residència a Mèxic.

## Palmarès
- Copa de Fires:
  - 1965-66
- Copa espanyola:
  - 1962-63